# Lundsgade
Lundsgade er en gade i Indre by i København anlagt omkring 1880’erne og 1890’erne, der strækker sig fra Stockholmsgade til Øster Farimagsgade. Gaden gennemskæres af Upsalagade.
Gaden er opkaldt efter den svenske by Lund, og ligger i et kvarter, hvor gaderne har navne efter svenske byer. På gaden findes både større etageejendomme, den italienske restaurant Café Marzano, samt Den integrerede institution Lundsgade.